# Saint-Paul (Oise)
Saint-Paul is een gemeente in het Franse departement Oise (regio Hauts-de-France). De plaats maakt deel uit van het arrondissement Beauvais. Saint-Paul telde op 1 januari 2022 1.612 inwoners.

## Geografie
De oppervlakte van Saint-Paul bedroeg op 1 januari 2022 9,52 vierkante kilometer; de bevolkingsdichtheid was toen 169,3 inwoners per km².

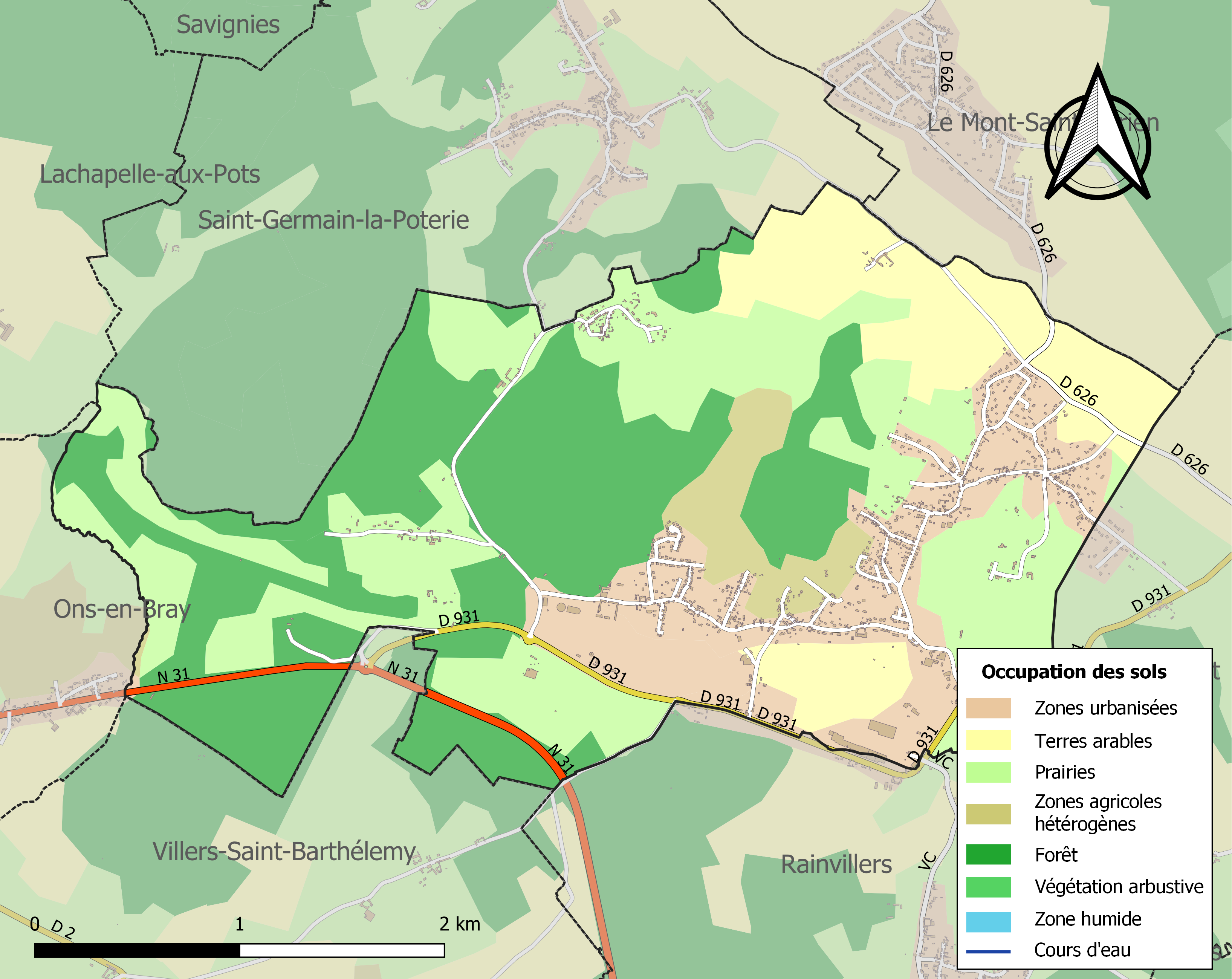
Kaart van de gemeente met belangrijkste infrastructuur, bodemgebruik en omliggende gemeenten

## Demografie
Onderstaande figuur toont het verloop van het inwonertal (bron: INSEE-tellingen).